# Brúni hvíti Háreksson
Brúni hvíti Háreksson (apelidade o Branco, n. 794) foi o primeiro colono norueguês que ocupou a região norte de Skagafjörður (entre Mjóvadalsár e Ulfsdala), na Islândia. Era filho de  jarl Hárekur de Oppland (n. 762); diferentemente dos muitos dos seus compatriotas, a sua migração à ilha foi voluntária, sem quaisquer conflitos com o regime de Haroldo I da Noruega.